# Joel Santana
Joel Natalino Santana (Rio de Janeiro, 25 de dezembro de 1948) é um ex-treinador e ex-futebolista brasileiro que atuava como zagueiro.
Como técnico, Joel é o único campeão estadual por todos os quatro grandes cariocas (Botafogo, Fluminense, Flamengo e Vasco da Gama), sendo o segundo maior vencedor do Cariocão (sete taças), atrás apenas de Flávio Costa (nove taças). Também ganhou o Campeonato Baiano, em seus dois grandes (Bahia e Vitória), possuindo onze estaduais na carreira (sete Cariocas e quatro Baianos). Venceu ainda uma Copa Rio Estadual.
Internacionalmente, conquistou uma Copa Mercosul e uma Copa Ouro da CONMEBOL. Foi campeão de três campeonatos nacionais diferentes: Brasileiro, Emiradense (três vezes) e Saudita (duas vezes). Regionalmente, foi vencedor de uma Copa Nordeste. Soma-se então 21 títulos oficiais na carreira de treinador. Por Seleções, Joel comandou a África do Sul entre 2008 e 2009, no período de preparação para a Copa do Mundo FIFA de 2010.
Em abril de 2024, foi o primeiro treinador a colocar os pés na Calçada da Fama do Maracanã.

## Carreira como jogador
Nascido e criado no bairro de Olaria, Joel se declara ser um admirador do Olaria Atlético Clube. Começou sua carreira no futebol atuando como zagueiro, jogando de 1969 a 1980 e passando por poucos clubes: Vasco da Gama, Olaria e América de Natal.
| “                                                                               | Joel era um zagueiro voluntarioso, não tinha muita técnica, mas era muito bom em cima, se cuidava muito e era um líder nato. | ” |
| — Maeterlinck Rego, médico do América-RN, à época que Joel era jogador do clube | |   |

Em uma entrevista concedida em 2014, Joel contou a história da peneira que passou em Olaria:
| “ | Eu participei de uma peneira quando comecei a jogar futebol, no Olaria. Naquele tempo não tínhamos nem chuteira. Jogávamos descalços. Nesta peneira saíram jogadores de grandes equipes: o Miguel, o Alfinete. Começamos juntos no juvenil do Olaria. Era lá pelos anos 1960. Foram feitas várias equipes e os selecionadores iam passando os garotos adiante. Até que formamos uns dois ou três times. Foi muito difícil. Eu morava em um lugar aqui no Rio, atrás do campo do Olaria, onde havia muitas equipes de futebol. Eu jogava numa equipe chamada “Os Garotos da Bariri”, um time de várzea. Não tínhamos nem chuteira, era jogo descalço. | ” |

## Carreira como treinador
Joel decidiu encerrar a carreira de jogador para trabalhar como treinador por ver mais chances no futebol se ocupasse esse cargo. Para isso, graduou-se em educação física na Universidade Federal do Rio de Janeiro (UFRJ).
Logo depois de se formar, Joel voltou para o Rio e foi trabalhar na base do Vasco. Antes, dirigiu um time de estudantes em uma competição em Brasília, na qual, segundo o próprio treinador, terminou em terceiro lugar. Esta foi a primeira experiência de Joel como treinador.
Em 1981, Joel assumiu o seu primeiro clube. O Al-Wasl, dos Emirados Árabes, decidiu apostar no jovem treinador e contratou-o. Apesar de não conquistar qualquer título, Joel permaneceu no comando da equipe por cinco anos. Também conhecido como "Papai Joel", por conversar muito com seus jogadores e dar conselhos.
Em 1986, o Vasco da Gama convidou-o para retornar ao Brasil para treinar a equipe principal do clube. O convite foi aceito e Joel assumiu o seu primeiro clube brasileiro. A passagem não durou tanto quanto o seu primeiro desafio, e ao fim de um ano o treinador mudou de ares mais uma vez, seguindo para a Arábia Saudita para treinar o Al-Hilal.
Três anos depois, Joel retornou ao Brasil com o novo desafio de treinar o America do Rio de Janeiro. No entanto, passagem foi muito curta e no mesmo ano ele voltou à Arábia Saudita.

### O primeiro título
Mas em 1992 Joel volta a assumir o Vasco da Gama. Esta segunda passagem rende ao treinador o seu primeiro título, o Campeonato Carioca de 1992 de forma invicta. Devido à conquista, ele é mantido no cargo e no ano seguinte conquista novamente o Campeonato Carioca, terminando sua segunda passagem pelo cruz-maltino.

### A conquista baiana
Em 1994 o treinador aceita um novo desafio e assume o Bahia. Uma experiência curta de um ano, mas onde pôde conquistar o Campeonato Baiano. Em 1999 Joel voltou ao Bahia para uma nova conquista do Campeonato Baiano, título dividido com o Vitória após uma confusão sobre onde seria disputada a segunda partida da final.

### Mais uma vez carioca
Em 1995 ele voltou ao Rio de Janeiro para treinar o Fluminense. O clube estava desacreditado e com poucas chances de ganhar o Campeonato Carioca. O grande favorito para a conquista era o Flamengo, que havia se reforçado com Romário. Mas contra todas as probabilidades, o treinador levou o clube à final da competição contra o Flamengo, e num jogo que surpreendeu a todos, o Fluminense sagrou-se campeão carioca e rendeu ao treinador o seu terceiro título. Após o título, a diretoria manteve o treinador e reforçou o clube para a disputa do Campeonato Brasileiro. Joel chegou até as semifinais, onde venceu o Santos em casa, de goleada, e conseguiu a incrível proeza de ser eliminado no jogo de volta, sendo goleado.
Com três títulos cariocas, Joel Santana começava a ser visto como um treinador vitorioso no Rio de Janeiro. Em 1996 o Flamengo, que no ano anterior havia perdido o título para o Fluminense de Joel, contratou o treinador com o objetivo de conquistar o Campeonato Carioca. O objetivo foi alcançado e de forma invicta o treinador conquistou o seu quarto título.
Joel assumiu o Botafogo em 1997, que era o único clube grande do Rio de Janeiro que ainda não tinha treinado e, mais uma vez, ele conquistou o título carioca. O treinador saiu durante o Campeonato Brasileiro, em virtude de uma grande proposta do Corinthians, onde, entretanto, não ficou por muito tempo. Foi mais uma vez contratado pelo Flamengo por seis meses em 1998. O treinador esteve de volta ao Botafogo em 1999, mas sem grande sucesso.

### O primeiro título brasileiro e internacionais
Joel passou a ser conhecido como o "Rei do Rio" devido às suas passagens vitoriosas e ao seus cinco títulos cariocas. Mas o treinador nunca havia conquistado um título nacional ou internacional.
Em 1996, Joel Santana conquistou o título da Copa de Ouro Nicolás Leoz, competição oficial da CONMEBOL, pelo Flamengo. Para chegar ao título venceu o Rosário Central na semifinal e depois o São Paulo na final em Manaus, sede do torneio.
Em dezembro de 2000, após um desentendimento do presidente do Vasco da Gama, Eurico Miranda, com o treinador do clube, Oswaldo de Oliveira, que culminou com a demissão deste, Joel Santana foi contratado para assumir o cargo. Esta passagem foi atípica e o técnico assumiu a equipe quando esta já estava na fase final da Copa Mercosul. O treinador seguiu no clube até o final da Copa João Havelange (Campeonato Brasileiro), que o Vasco venceria numa final disputada contra o São Caetano, no ano de 2001. Com o triunfo, Joel somou dois títulos inéditos à sua coleção.

### De volta à Bahia
Após uma passagem rápida pelo Coritiba, ainda em 2001, foi contratado pelo Vitória, onde conquistou dois títulos baianos e um da Copa do Nordeste de 2003.

### De conquistador de títulos a salvador
Joel Santana começou a ser contratado por curtos períodos não com o objetivo de conquistar um título, mas sim de recuperar uma equipe mal classificada.
Voltou ao Fluminense em 2003 e por seis meses esteve no comando da equipe. No ano seguinte treinou o Guarani e o Internacional, ambos por um curto período. No mesmo ano assumiu pela quarta vez o Vasco da Gama, para no ano seguinte ir para o Brasiliense. Ainda em 2004, Joel foi convidado a assumir novamente o Flamengo. O clube encontrava-se em má posição no Campeonato Brasileiro e o objetivo principal era garantir a permanência da equipe na primeira divisão. O treinador tinha apenas nove jogos para comandar e atingir o objetivo, e com seis vitórias e três empates, o clube conseguiu se manter na Série A. No fim da competição, Joel foi para o Japão treinar o Vegalta Sendai que tinha outros objetivos, como ser promovido à primeira divisão japonesa. No entanto, o treinador não obteve êxito.
Em fevereiro de 2007, Joel foi convidado pelo amigo e dirigente do Fluminense, Branco, para assumir a equipe tricolor. O contrato firmado era de um ano, mas a passagem foi muito curta, dois meses, e após dez jogos o treinador teve o contrato rescindido.
Três meses após a dispensa do Fluminense, Joel voltou a assumir outro clube carioca, o Flamengo. O objetivo era o mesmo de há dois anos, recuperar a equipe em má posição no Campeonato Brasileiro. Desta vez o treinador assumiu a equipe com uma maior margem de manobra, tendo ainda vinte e seis jogos para disputar, e obteve uma recuperação surpreendente, levando o Flamengo da zona de rebaixamento à conquista de uma vaga para a Libertadores da América.
Logo no início de 2008, o treinador levou o rubro-negro ao título do Campeonato Carioca. Em sua partida de despedida pelo Flamengo, no entanto, não pôde evitar a derrota por 3 a 0 para o América do México no Maracanã, e a consequente eliminação da Libertadores.

### Futebol internacional
Em abril de 2008, Joel Santana deixou o rubro-negro e foi confirmado pela Federação Sul-Africana como novo técnico da África do Sul, país sede da Copa do Mundo FIFA de 2010. O treinador chegou sob indicação do também brasileiro Carlos Alberto Parreira, que, na época, pretendia se aposentar do cargo de treinador. Com a saída de Joel, Caio Júnior foi escolhido como novo técnico do Flamengo.
A passagem de Joel como treinador sul-africano durou pouco mais de um ano: foi demitido em 19 de outubro de 2009, após uma série de derrotas. Apesar disso, o brasileiro teve um ponto alto com os Bafana Bafana: conseguiu levar o país à semifinal da Copa das Confederações de 2009.
Anos depois, durante uma entrevista dada ao jornal Lance! em 2015, Joel disse se arrepender de ter deixado o Flamengo e ter ido treinar a África do Sul:
| “ | Eu me arrependo de ter saído do Flamengo para ter ido para a África do Sul. Se não (fosse), nós seríamos campeões da Libertadores. Me arrependo, porque o grupo tinha fechado comigo. | ” |

### De volta ao Rio de Janeiro
Em 26 de janeiro de 2010, Joel Santana foi contratado pelo Botafogo.
O treinador organizou o time, que subiu de rendimento e conquistou, em cima do mesmo Vasco da Gama, a Taça Guanabara. Em seguida, o clube alvinegro conquistou também o returno do Campeonato Carioca, a Taça Rio, em cima do Flamengo, sagrando-se campeão estadual sem a necessidade de final. Ganhou também o prêmio de melhor técnico do campeonato.
Joel teve seu contrato renovado em dezembro, mas em 22 de março de 2011, após uma derrota para o Vasco na Taça Rio, além da mágoa com as vaias e críticas da torcida, pediu demissão do comando do Alvinegro.

### Cruzeiro
Acertou com o Cruzeiro em junho de 2011, declarando na apresentação que comandar a equipe seria a 'cereja do bolo' da sua carreira. Após alternar bons e maus resultados, a diretoria o demitiu no dia 2 de setembro, depois de uma derrota por 4 a 2 diante do Figueirense.

### Bahia
Ainda em 2011, em 4 de setembro, a diretoria anunciou via Twitter, que Joel seria o novo técnico do tricolor baiano.

### Retorno ao Flamengo

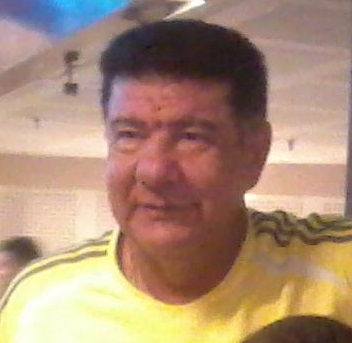
Joel Santana em maio de 2012

No dia 3 de fevereiro de 2012, após uma rápida negociação, acertou sua volta ao Flamengo. Nessa quinta passagem do treinador pelo rubro-negro carioca, a equipe acabou sendo eliminada ainda na fase de grupos da Libertadores e não conseguiu se classificar para as finais da Taça Rio, ficando mais de um mês sem jogos oficiais até o início do Campeonato Brasileiro. Após uma derrota por 2 a 0 para o Grêmio, válida pela 6ª rodada do Brasileirão, onde o placar foi "generoso", Joel disse que o Flamengo jogou bem e que poderiam cobrá-lo ao final de dezembro, que o rubro-negro seria campeão.
Após seis meses de irregularidades, incluindo a eliminação da Libertadores, do Campeonato Carioca e uma série de péssimos resultados no Campeonato Brasileiro, Joel foi demitido no dia 23 de julho.

### Retorno ao Bahia
Em 8 de abril de 2013, Joel acertou o seu retorno ao tricolor baiano. Mas em apenas um mês, no em 13 de maio, foi demitido após uma goleada para o arquirrival Vitória por 7 a 3, na final do Campeonato Baiano.

### Quinta passagem pelo Vasco
Em 6 de setembro de 2014, foi contratado pelo Vasco até 31 de dezembro. Conseguiu levar a equipe ao terceiro lugar da Série B e ao retorno à Série A de 2015. Neste período, foi submetido a uma cirurgia para a remoção da vesícula biliar, após ser diagnosticado com colecistite aguda (inflamação da vesícula).

### Boavista
Após dois anos sem treinar nenhuma equipe, foi apresentado como novo treinador do Boavista no dia 12 de dezembro de 2016, chegando para comandar o clube no Campeonato Carioca de 2017.

### Black Gold Oil
Em 13 de julho de 2017, foi anunciado como novo treinador do Black Gold Oil, time que disputa a United Premier Soccer League (UPSL), que equivale a quinta divisão norte-americana.

## Estatísticas
| Clube          | Jogos | Vitórias | Empates | Derrotas | Aproveitamento |
| -------------- | ----- | -------- | ------- | -------- | -------------- |
| Al-Wasl        | 119   | 80       | 15      | 24       | 67.23          |
| Al-Nasr        | 51    | 31       | 11      | 9        | 60.78          |
| America-RJ     | 20    | 5        | 8       | 9        | 25             |
| Al-Hilal       | 11    | 3        | 4       | 3        | 27.27          |
| Corinthians    | 15    | 4        | 2       | 9        | 23,5%          |
| Coritiba       | 14    | 5        | 2       | 7        | 35.71          |
| Internacional  | 18    | 5        | 4       | 9        | 27.78          |
| Brasiliense    | 26    | 14       | 5       | 7        | 53.85          |
| Vitória        | 55    | 30       | 9       | 16       | 54.55          |
| Guarani        | 18    | 3        | 10      | 5        | 35,2%          |
| Vasco          | 239   | 135      | 63      | 41       | 56.49          |
| Fluminense     | 86    | 38       | 25      | 23       | 53,8%          |
| Flamengo       | 200   | 114      | 45      | 40       | 65,0%          |
| Africa do Sul  | 27    | 10       | 3       | 15       | 40,7%          |
| Botafogo       | 100   | 51       | 29      | 20       | 51             |
| Vegalta Sendai | 48    | 21       | 14      | 13       | 43,7%          |
| Cruzeiro       | 15    | 8        | 0       | 7        | 53,3%          |
| Bahia          | 143   | 61       | 39      | 33       | 42.66          |
| Boavista       | 11    | 3        | 3       | 5        | 27,2%          |
| Black Gold Oil | 7     | 7        | 0       | 0        | 100%           |

## Estilo de jogo

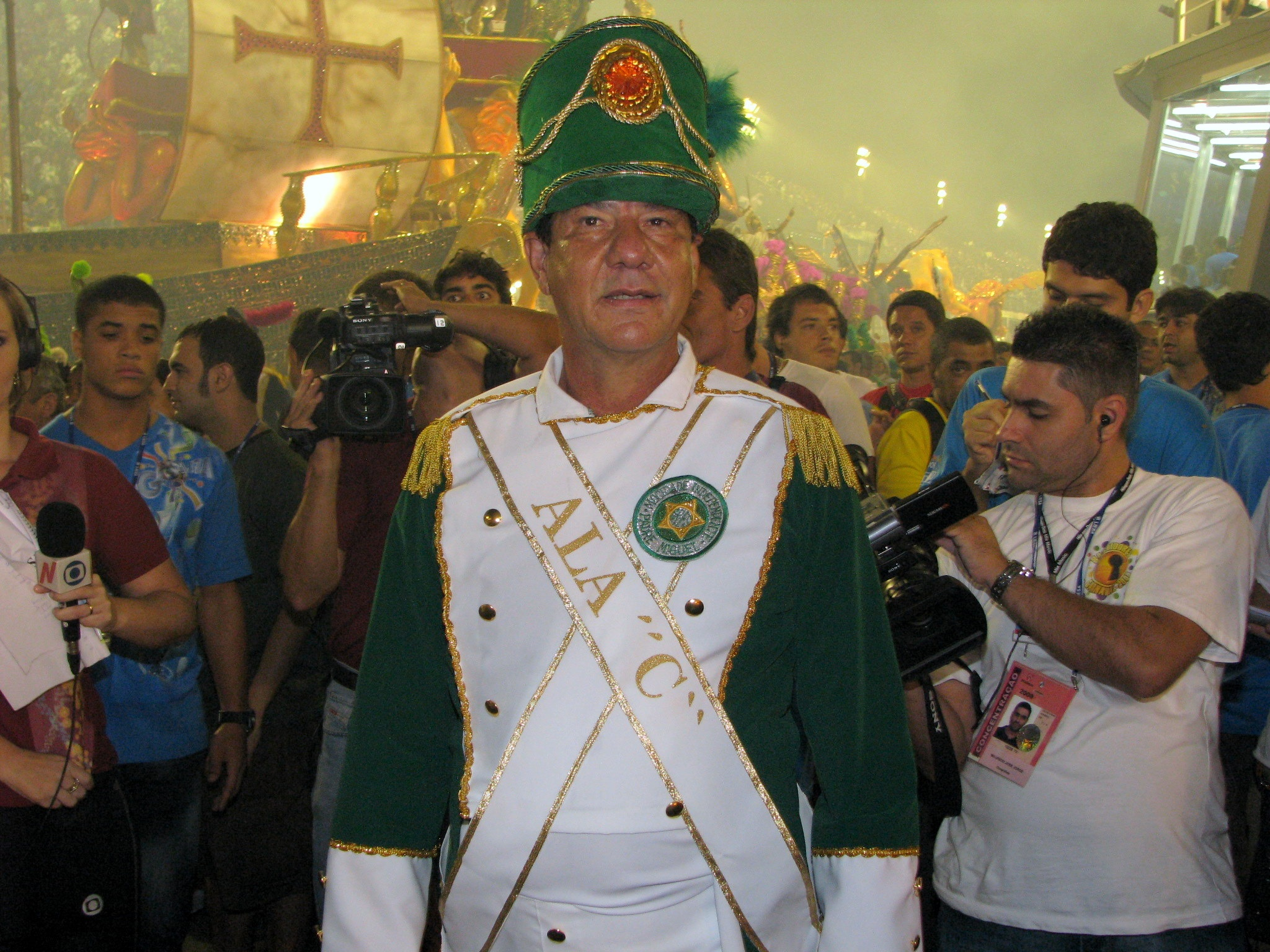
Joel Santana em um desfile de carnaval

Conhecido por orientar sempre com uma prancheta, Joel faz o estilo paizão, possuindo boa aceitação pelos jogadores.
| “                                          | Dizem que Joel é paizão e coloca a mão na cabeça dos jogadores. Mas não é bem assim. Trato bem porque vejo cada um deles como se fossem meus filhos. É o que sempre digo: 'você vai ter a minha confiança até o fim, desde que não me magoe'. Por isso, gozo do respeito dos jogadores. | ” |
| — Joel Santana, sobre sua fama de "paizão" | |   |

Ao longo da carreira, foi lembrado muitas vezes pelos cartolas quando seus clubes estavam passando por momentos complicados. Joel preza não só pelo aspecto técnico, mas também pela capacidade de melhorar o ambiente.
| “ | Quase sempre chego nos clubes com a coisa pegando fogo e tento apagar. Mas não sou bombeiro, tento apenas ajudar. | ” |

O uso da prancheta à beira do campo, acabou virando uma "marca" do treinador. Tanto que, uma de suas alcunhas é "Joel Prancheta". Em uma entrevista dada em janeiro de 2016, ao programa Redação SporTV, Joel disse que sente um certo preconceito com relação a isso. Ele disse que Juan Carlos Osorio, ex-técnico do São Paulo, por ser estrangeiro, recebeu aplausos por usar "bilhetinhos" no trabalho, enquanto ele sofreu com deboches, ao longo da carreira.
| “ | Muitas pessoas, às vezes, levaram em deboche aquela minha prancheta, mas bateram palmas para esse treinador que esteve no São Paulo e usava duas canetinhas, uma vermelha e uma preta, até porque não dão valor a nós brasileiros. | ” |

Sobre sua maneira de armar as equipes, Joel é adepto confesso dos fortes esquemas defensivos.

## Discussão sobre título estadual
Joel foi treinador do Vasco durante quase todo o Campeonato Carioca de 1987 mas, antes da final, ele deixou o clube e foi substituído por Sebastião Lazaroni. O Vasco conquistou o título estadual daquele ano e, mesmo sem ser mais o treinador da equipe, Joel se considera campeão estadual com o clube em 1987. Isso gera discussões entre os torcedores se Joel deve ser considerado campeão com o Vasco naquele ano ou não, uma vez que ele não era mais o técnico do time na final. Os jogadores do Vasco que participaram daquela conquista e o técnico Sebastião Lazaroni consideram que Joel foi sim campeão estadual em 1987.

## Outros trabalhos

### Anúncios publicitários
Em 2013, depois de gravar o comercial da Head & Shoulders, no qual brinca com seu inglês pouco escorreito (que ficou famoso nas Eliminatórias da Copa do Mundo em 2009) — tal produção, no entanto, seria a segunda gravada pelo treinador, que, em 2012, já havia participado de um reclame da Pepsi. Santana também se disse "inteligente", ao ter sabido gozar do sucesso depois de ter transformado a fala pouco hábil no idioma inglês em chamados publicitários.

### Candidatura nas eleições de 2022
Filiado ao Partido Republicano da Ordem Social, Joel Santana concorreu a deputado federal no Rio de Janeiro nas eleições de 2022. O ex-treinador recebeu 2 184 votos, não sendo eleito.

### Canal no YouTube
Desde outubro de 2019, Joel Santana e a economista e também apresentadora Adry Santos lançam juntos vídeos no Canal do Joel, no YouTube.

## Títulos

### Como jogador
Vasco da Gama
- Campeonato Carioca: 1970
- Taça José de Albuquerque: 1972
- Torneio Quadrangular do Rio de Janeiro: 1973
- Troféu Pedro Novaes: 1973
- Taça Oscar Wright da Silva: 1974
- Campeonato Brasileiro: 1974
- Taça Cidade de Cabo Frio: 1975
- Taça Danilo Leal Carneiro: 1975

América de Natal
- Campeonato Potiguar: 1977, 1979 e 1980

### Como treinador
AL-Wasl
- Campeonato Emiradense: 1982, 1983 e 1985

Vasco da Gama
- Torneio Cidade de Juiz de Fora: 1987
- Copa TAP: 1987
- Taça Guanabara: 1987 e 1992
- Copa Ouro (EUA): 1987
- Copa Rio Estadual: 1992
- Taça Rio: 1992, 1993 e 2001
- Campeonato Carioca: 1992 e 1993
- Copa Mercosul: 2000
- Campeonato Brasileiro: 2000

AL-Hilal
- Campeonato Saudita: 1988 e 1990

Bahia
- Torneio Bahia-Pernambucano: 1994
- Campeonato Baiano: 1994 e 1999

Fluminense
- Campeonato Carioca: 1995

Flamengo
- Taça Guanabara: 1996 e 2008
- Taça Rio: 1996
- Campeonato Carioca: 1996 e 2008
- Copa Ouro da Conmebol: 1996

Botafogo
- Taça Guanabara: 1997 e 2010
- Taça Rio: 1997 e 2010
- Campeonato Carioca: 1997 e 2010

Vitória
- Campeonato Baiano: 2002 e 2003
- Copa do Nordeste: 2003